# Glomerulomyces fibulosus
Glomerulomyces fibulosus är en svampart som beskrevs av A.I. Romero & S.E. López 1989. Glomerulomyces fibulosus ingår i släktet Glomerulomyces, klassen Agaricomycetes, divisionen basidiesvampar och riket svampar.   Inga underarter finns listade i Catalogue of Life.